# Buena Vista, Virginia
För andra betydelser, se Buena Vista.
Buena Vista är en stad (independent city) i Virginia. Staden är helt omgiven av Rockbridge County. 

## Demografi
Befolkningen i staden är enligt folkräkningen 2010 sammansatt av 6 650 personer i 2 936 hushåll. 91 procent av befolkningen är vit och 65 procent äger sin bostad. Genomsnittsinkomsten är 60 procent av den för hela delstaten och 20 procent lever under fattigdomsgränsen.